# Edward Somerset

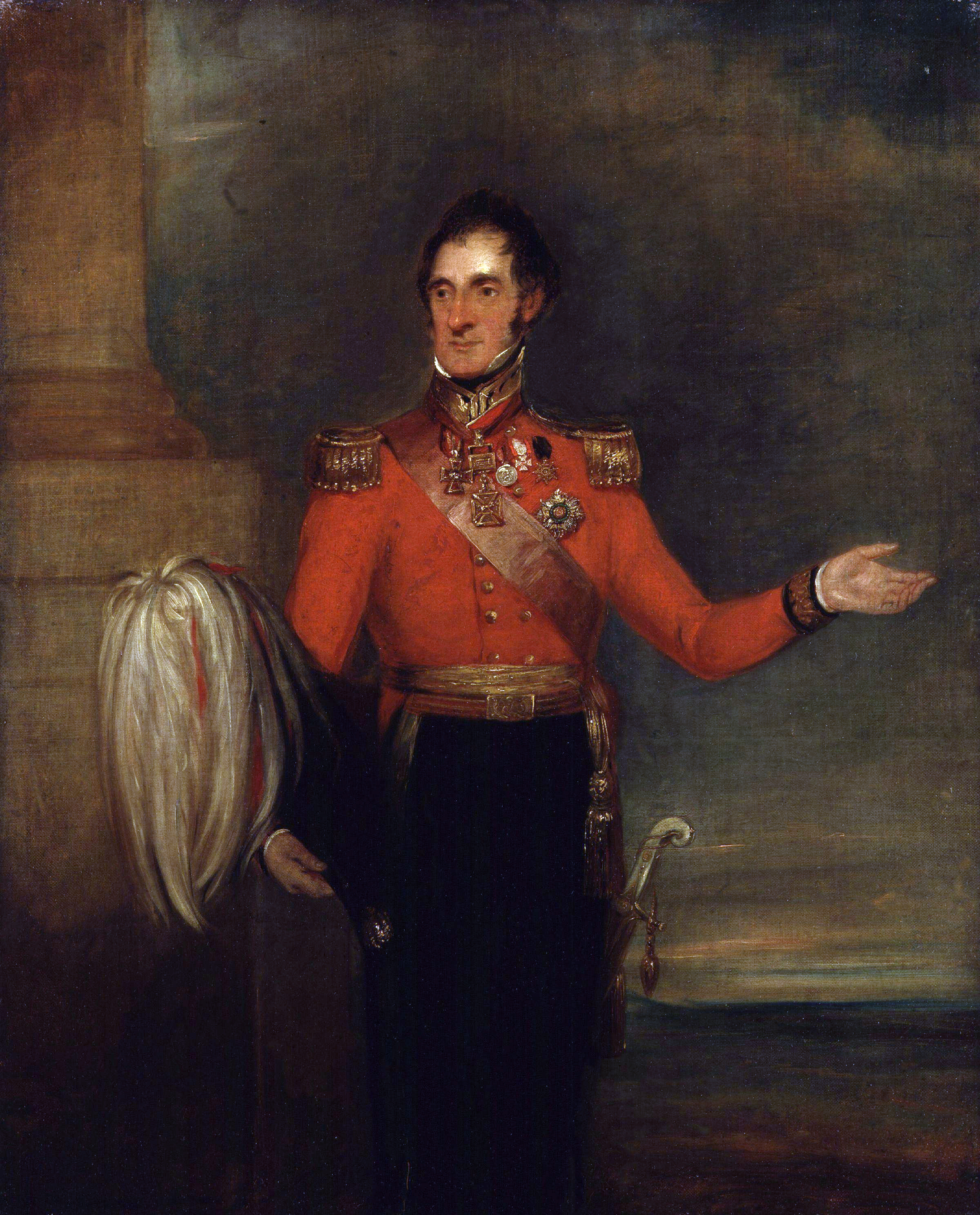
Lord Edward Somerset

Lord Robert Edward Henry Somerset (* 19. Dezember 1776 in Caldicot Castle, Monmouthshire; † 1. September 1842 in London) war ein britischer Kavalleriegeneral.

## Leben
Somerset war vierte Sohn von Henry Somerset, 5. Duke of Beaufort, aus dessen Ehe mit Hon. Elizabeth Boscawen, Tochter des Admiral Edward Boscawen. Als jüngerer Sohn eines Duke führte er das Höflichkeitsprädikat „Lord“. Sein jüngster Bruder war Field Marshal Fitzroy Somerset, 1. Baron Raglan, der britische Oberkommandierende im Krimkrieg.
Im Februar 1793 trat er in die British Army ein und erwarb ein Offizierpatent als Cornet des 10th Regiment of (Light) Dragoons. Im Dezember 1793 stieg er zum Lieutenant und im September 1794 zum Captain auf. An der britisch-russischen Expedition nach Holland 1799 nahm er als Aide-de-camp des Frederick Augustus, Duke of York and Albany teil und wurde im November 1799 zum Major des 20th Regiment of (Light) Dragoons befördert. Im Februar 1801 wurde er zum Lieutenant-Colonel des 5th Regiment of Foot befördert und im September 1801 wechselte er zum 4th Regiment of Dragoons.
Während der Napoleonische Kriege auf der Iberischen Halbinsel führte er sein Regiment in den Schlachten von Talavera und Busaco, wurde 1810 zum Colonel befördert und zum Aide-de-camp des Königs ernannt. 1811 führten die 4th Dragoons, zusammen mit den 3rd Dragoon Guards, einen bemerkenswerten Kavallerieangriff bei Usagre durch und 1812 nahm Edward Somerset mit Le Marchants schwerer Kavallerie an dem großen Angriff auf Salamanca teil. Bei dieser Gelegenheit erbeutete er an der Spitze einer einzigen Schwadron fünf Geschütze. Er wurde daraufhin zum Major-General befördert und führte in den weiteren Feldzügen eine Husarenbrigade, bestehend aus dem 7th, 10th und 15th Regiment of Hussars. Bei Orthez zeichnete er sich 1814 durch die Verfolgung des Feindes weiter aus. Bei Waterloo kommandierte er die Household Cavalry Brigade, die sich durch ihre beharrliche Ausdauer im feindlichen Feuer ebenso hervortat wie durch ihren berühmten Angriff auf Milhauds Kürassiere.
Im Januar 1818 wurde er Colonel des 21st Regiment of (Light) Dragoons. Von 1822 bis 1829 war er Colonel des 17th Regiment of (Light) Dragoons, von 1829 bis 1836 Colonel des 1st (Royal) Regiment of Dragoons und von 1836 bis 1841 Colonel des 4th (Queen’s Own) Regiment of (Light) Dragoons. Um 1829 wurde er zum Lieutenant-General und um 1835 zum General befördert.
Somerset wurde in Wellingtons Berichten besonders erwähnt und erhielt mehrmals den Dank des Parlaments ausgesprochen. Er wurde als Ritter des österreichischen Maria-Theresien-Orden und 1813 als Kommandeur des portugiesischen Turm- und Schwertordens ausgezeichnet. 1815 wurde er zum Knight Commander des Bathordens geschlagen und 1834 zum Knight Grand Cross des Bathordens erhoben.
Parallel zu seiner Militärkarriere war er von 1799 bis 1802 war er als Abgeordneter für das Borough Monmouth, von 1803 bis 1831 als Knight of the Shire für Gloucestershire und schließlich von 1834 bis 1837 als Abgeordneter für das Borough Cirencester Mitglied des House of Commons.
Er starb 1842 nach kurzer Krankheit in London und wurde in der St George’s Kirche am Hanover Square in der City of Westminster begraben.
Aus seiner 1805 geschlossenen Ehe mit Hon. Louisa Augusta Courtenay (1781–1823), Tochter des William Courtenay, 2. Viscount Courtenay, hatte er drei Söhne und fünf Töchter.